# أبو سعيد عثمان بن يعقوب
عثمان بن يعقوب بن عبد الحق يكنى أبا سعيد، (ولد حوالي 1275 م / 675هـ - تُوفي 1331 م / 731هـ) سلطان مريني، حكم لمدة 21 سنة و 4 أشهر (1310 - 1331).

## حاله
قال المؤرخ الناصري في الاستقصا: «كان هذا السلطان من أهل العلم والحلم و العفاف جوادا متواضعا متوقفا في سفك الدماء» أمه تدعى عائشة بنت مهلهل بن يحيى الخلطي، بويع بعد أن توفي السلطان أبي الربيع، ليلة الأربعاء ثاني رجب عام 710هـ بظاهر تازة على بني مرين و سائر زناتة و العرب والعسكر و الحاشية والموالي و الصنائع والعلماء و الصلحاء ونقباء الناس وعرفائهم و الخاصة والدهماء، فقام بالأمر واسوسق له الملك وفرق الأعطيات وأسنى الجوائز وتفقد الدواوين ورفع الظلامات وحط المغارم والمكوس و سرح السجون ورفع عن أهل فاس ما كان يلزم رباعهم من الوظائف المخزنية في كل سنة فصلح حال الناس في أيامه.

## قيامه بالأمر بعد البيعة
بعد بيعة السلطان أبو سعيد عثمان بن يعقوب دخل حضرة فاس فاستقر بها وقدم عليه وفود التهنئة من جميع بلاد المغرب، بعد ذلك خرج إلى رباط الفتح لتفقد الأحوال والنظر في أمور الرعية ... و أمر بإنشاء الأساطيل بدار الصناعة من سلا برسم جهاد الفرنج، ثم رجع إلى فاس فعقد سنة إحدى عشرة وسبعمائة لأخيه الأمير أبي البقاء يعيش على ثغور الأندلس الجزيرة ورندة و ما إليها من الحصون، وبعد أن اختل الأمر بمراكش نهض اليها وسوى أمرها وقفل راجعا إلى حضرته . هذا ما جاء في كتاب الاستقصا .

## غزو السلطان لناحية تلمسان
لما استوسق ملك السلطان أبو سعيد عثمان بن يعقوب وفرغ من شأن المغرب اعتزم على غزو تلمسان و ذلك راجع إلى حقد بني مرين على أبي حمو صاحب تلمسان من أجل توقفه في أمر عبد الحق بن عثمان ووزيره رحو بن يعقوب الوطاسي وتسهيله الطريق لهم إلى الأندلس و مداهنته في ذلك، فنهض اليها . يقول الناصري في الاستقصا: «... اعتزم على غزو تلمسان فنهض إليها سنة أربع عشرة، ولما انتهى إلى وادي ملوية قدم ابنيه الأميرين أبا الحسن و أبا علي في عسكرين عظيمين في الجناحين وسار هو في ساقتهما فدخل بلاد بني عبد الواد على هذه التعبية فاكتسح نواحيها واصطلم نعمتها ثم نازل وجدة فقاتلها قتالا شديدا فالمتنعت عليه، ثم نهض إلى تلمسان فنزل بالملعب من ساحتها وتحصن أبو حمو بالأسوار وغلب السلطان أبو سعيد على معاقلها وسائر ضواحيها فحطمها حطما ونسفها نسفا ودوخ جبال بني يزناسن وأثخن فيهم، وانتهى في قفوله إلى وجدة... و رجع السلطان أبو سعيد على التعبية فانتهى إلى تازا فأقام بها .. ».

## استنجاد الحفصيين بالسلطان أبي سعيد
بعد أن استولى أبو تاشفين عبد الرحمن بن موسى بن عثمان بن يغمراسن صاحب تلمسان على كثير من ثغور الحفصيين، إذ رمت الأقدار بالسلطان أبي بكر بن زكرياء الحفصي إلى بونة جريحا مطرودا فقرر أن يبعث بوفادة إلى السلطان أبي سعيد المريني، ليأخذ له حقه من آل يغمراسن المتغلبين عليه وأراد مع ذلك تجديد الوصلة التي كانت لسلفه مع بني مرين و قد كان من رأي السلطان الحفصي أن يذهب بنفسه على رأس هذه البعثة للحضرة المرينية لولا إشارة حاجبه محمد بن سيد الناس الذي اقترح عليه أن يكتفي بإرسال ابنه الأمير أبي زكرياء ووزيره أبي محمد عبد الله بن تافراجين. و بعد وصول القوم إلى بلاط السلطان المريني قدموا له وصفا للظروف التي تعيش عليها تونس و أبلغوه رسالة أبي بكر الحفصي فاهتز لذلك هو وابنه الأمير أبو الحسن و قال السلطان لوفد الحفصيين : «و الله لأبذلن في مظاهرتكم مالي وقومي و نفسي ولأسيرن بعساكري إلى تلمسان فأنازلها». و قد شرط السلطان المريني أن يبلغوا أبا بكر الحفصي ضرورة السير بعساكره لمنازلة تلمسان من جهته، وعندما انتهى السلطان أبو سعيد سنة 1330 إلى وادي ملوية في طريقه إلى تلمسان، تراجع بني يغمراسن و قبلوا بعودة أبي بكر إلى تونس و جلوسه على كرسيه. بعد ذلك استدعى السلطان أبو سعيد أعضاء الوفادة التونسية و أخبرهم بعودة الأمور إلى نصابها، وأذن لهم بالانصراف إلى تونس.

## المصاهرة بين بني مرين وبني حفص
يقول المؤرخ عبد الهادي التازي في كتابه التاريخ الدبلوماسي للمغرب «قرر السلطان أبو سعيد إرسال سفارة مغربية صحبة السفارة التونسية، كان الغرض منها إظهار مزيد اهتمامه بمصير هؤلاء الذين تطارحوا عليه يطلبون نجدته، ولم يكن هناك من تعبير عن ذلك الاهتمام أصدق ولا أدل سوى أن يصاهر سلطان تونس بخطبة ابنته الأميرة فاطمة لولده الأمير أبي الحسن. و كانت البعثة المغربية... و قد اجتمعوا بالسلطان أبي بكر الحفصي حيث حملوا إليه تهاني العاهل المغربي بعودته إلى عرشه وبلغوا رسالته الخاصة بالمصاهرة... و قد أرضيت الرغبة وزفت الأميرة فاطمة في أساطيل ملك تونس يرافق ركبها شيوخ الموحدين... وصل الموكب إلى مرسى غساسة سنة 1331، و هناك تم استقبال حافل لركب العروس الذي وجد المطايا المختلفة لحمل جهازها وأمتعتها مع من صحبها، وقد صيغت للأميرة التونسية قطع من الذهب والفضة، وأعدت لها الثياب الحريرية المطرزة بالذهب... و احتفل السلطان أبو سعيد لهذا الحدث بما لم يسمع بمثله في دولة بني مرين...»

## تشييد مدارس العلم في عهد السلطان أبي سعيد

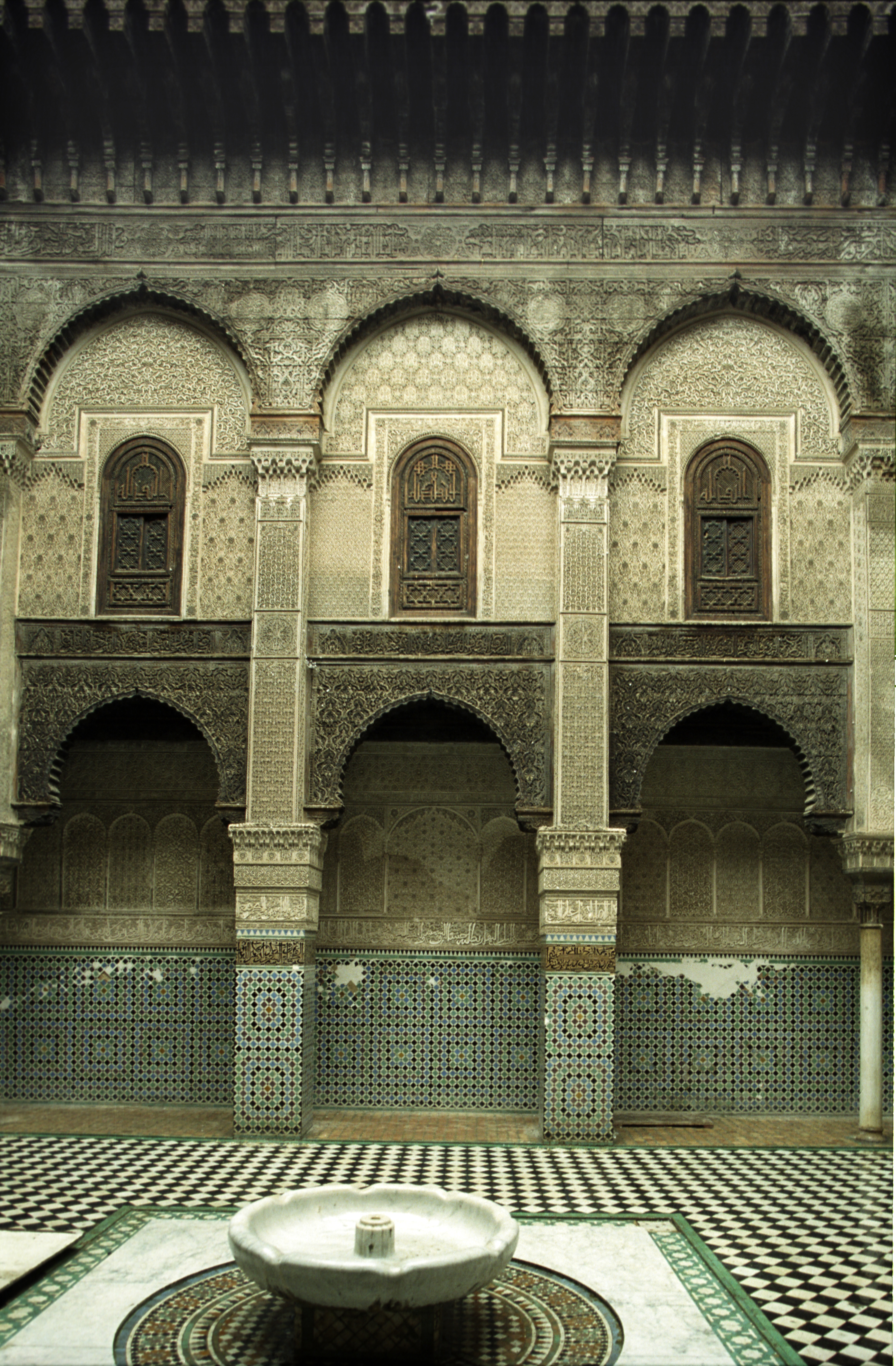
مدرسة العطارين التي شيدها السلطان أبي سعيد عثمان بن يعقوب

كان لسلاطين الدولة المرينية اثر حسن، فقد كانوا يخدمون العلم، فالستكثروا من بناء المدارس العلمية والزوايا و ها هو السلطان أبي سعيد عثمان بن يعقوب وقد اقتفى أثر سلفه في خدمة العلم إذ أمر رحمه الله ببناء المدرسة التي بفاس الجديد سنة 720هـ. يقول المؤرخ الناصري في الاستقصا: «في سنة ثلاث وعشرين و سبعمائة في فاتح شعبان منها أمر السلطان أبو سعيد أيضا ببناء المدرسة العظمى بإزاء جامع القرويين بفاس و هي المعروفة اليوم بمدرسة العطارين، فبنيت على يد الشيخ أبي محمد عبد الله بن قاسم المزوار وحضر السلطان أبو سعيد بنفسه في جماعة من الفقهاء وأهل الخير حتى أسست وشرع في بنائها بمحضره، فجاءت هذه المدرسة من أعجب مصانع الدول بحيث لم يبن ملك قبله مثلها، وأجرى بها ماء معينا من بعض العيون هنالك وشحنها بالطلبة ورتب فيها إماما ومؤذنين و قومة يقومون بأمرها ورتب فيها الفقهاء لتدريس العلم وأجرى على كل المرتبات والمؤن فوق الكفاية، واشترى عدة أملاك ووقفها عليها احتسابا بالله تعالى».

## وفاته
توفي السلطان أبي سعيد عثمان بن يعقوب بعلة النقرس ليلة الجمعة 25 ذي القعدة سنة 731هـ و له ستة وخمسين سنة، ودفن رحمه الله بشالة.

## أنظر أيضا
- فتح توات وقورارة (1315)
- الحملة الأندلسية (1277-1278)

| سبقه أبو الربيع المريني | الدولة المرينية | تبعه أبو الحسن علي بن عثمان |